# Карими, Алиреза
Алиреза Карими Махани (перс. علیرضا کریمی ماچیانی‎; род. 21 марта 1994, Рудсер, Гилян, Иран) — иранский борец вольного стиля, призёр чемпионатов мира, многократный чемпион Азии, чемпион Азиатских игр.

## Инциденты
В феврале 2018 года Алиреза Карими был отстранен от выступлений на шесть месяцев Объединенным миром борьбы из-за отказа проводить схватку с оппонентом из Израиля Юрием Калашниковым. В ноябре 2017 года Карими уже нарушал международные правила борьбы, преднамеренно уступив в четвертьфинале молодежного чемпионата мира в Польше спортсмену из России — в случае победы он также должен был провести схватку с представителем Израиля. Кроме того, дисквалификацию на два года получил и тренер спортсмена, выкрикивавший из угла призывы сдать матч. Позже Карими признался в интервью, что проиграл намеренно. Федерация борьбы Ирана высоко оценила поступок спортсмена — отношения двух государств находятся не в самом лучшем состоянии и иранские спортсмены традиционно воздерживаются от конкуренции с оппонентами из Израиля.
На предолимпийском чемпионате планеты в Казахстане в 2019 году в весовой категории до 92 кг, Алиреза завоевал серебряную медаль.

## Достижения
- Чемпионат мира по борьбе (Нур-Султан, 2019);
- Чемпионат Азии по борьбе (Сиань, 2019);
- Чемпионат мира по борьбе (Будапешт, 2018);
- Азиатские игры (Джакарта, 2018);
- Чемпионат Азии по борьбе (Нью-Дели, 2017);
- Чемпионат Азии по борьбе (Доха, 2015);
- Чемпионат мира по борьбе (Лас-Вегас, 2015);